# Tannerite
La tannerite è un tipo di esplosivo composito a medio-alto potenziale formato da una miscela di parti uguali di nitrato d'ammonio e perclorato d'ammonio, come comburenti; polvere d'alluminio e idruro di zirconio, come combustibili. Può essere utilizzato come bersaglio reattivo se colpito da un proiettile che viaggia a velocità elevata.